# Qin Rigang
 (octobre 2015).
Si vous disposez d'ouvrages ou d'articles de référence ou si vous connaissez des sites web de qualité traitant du thème abordé ici, merci de compléter l'article en donnant les références utiles à sa vérifiabilité et en les liant à la section « Notes et références ».
Qin Rigang (秦日綱 en chinois traditionnel) (1821-1856), né dans le Guangxi, fut un éminent chef de la Révolte des Taiping.

## Biographie
Connu sous le nom de Roi de Yan (燕王, (hirondelle) lorsqu'il fut général de l'armée Taiping, il servit loyalement le Roi Céleste du royaume des Taiping, Hong Xiuquan.
Il conduisit les forces Taiping vers de nombreuses victoires tant vers l'ouest que vers le nord.
Il fut exécuté par Hong Xiuquan en 1856, à la suite du massacre de Tianjing, pour sa participation au meurtre de Yang Xiuqing, pourtant souhaité par Hong Xiuquan.